# Иваново (Тюменская область)
Иваново — село в Армизонском районе Тюменской области России. Административный центр Ивановского сельского поселения.

## История
В «Списке населенных мест Российской империи» 1871 года издания (по сведениям 1868—1869 годов) населённый пункт упомянут как казённая деревня Иванова (Опляк) Ишимского округа Тобольской губернии, при озере Оплатском, расположенная в 155 верстах от окружного центра города Ишим. В деревне насчитывалось 28 дворов и проживало 142 человека (92 мужчины и 50 женщин).
В 1926 году в деревне имелось 79 хозяйств и проживало 308 человек (143 мужчины и 165 женщин). В административном отношении входила в состав Крашеневского сельсовета Армизонского района Ишимского округа Уральской области.

## География
Село находится в южной части Тюменской области, в лесостепной зоне, в пределах Ишимской равнины, на восточном берегу озера Апляцкого, на расстоянии примерно 14 километров (по прямой) к северо-северо-востоку (NNE) от села Армизонское, административного центра района. Абсолютная высота — 141 метр над уровнем моря.

### Часовой пояс
Село Иваново, как и вся Тюменская область, находится в часовой зоне МСК+2. Смещение применяемого времени относительно UTC составляет +5:00.

## Население
| 1989 | 2002 | 2010 |
| ---- | ---- | ---- |
| 716  | ↘527 | ↗538 |

Гендерный состав
По данным Всероссийской переписи населения 2010 года в гендерной структуре населения мужчины составляли 49,3 %, женщины — соответственно 50,7 %.
Национальный состав
Согласно результатам переписи 2002 года, в национальной структуре населения русские составляли 84 % из 527 чел.

## Улицы
Уличная сеть села состоит из шести улиц.